# Убиство Наташе Учур и Милице Лаловић
Наташа Учур (Кошево 6. април 1985 — Грбавица, Ново Сарајево, 11. март 1995)
Милица Лаловић (Сарајево, 23. јул 1984 — Грбавица, Ново Сарајево, 11. март 1995)

## Страдање
У току примирја на сарајевском ратишту, 11. марта 1995. године, око 15:00 часова, снајперски хицима усмрћене су дјевојчице Милица Учур и Наташа Лаловић, у сарајевској улици Раве Јанковића. Дјевојчице су убијене на мјесту гдје су се играле. Према изјавама очевидаца и свједока страдања, снајпериста који је пуцао са десне стране Миљацке, са зграде „Лориса", био је припадник сарајевске 101. бригаде тзв. Армије РБиХ, Сејо Пискић. Упркос брзој интервенцији љекара дјевојчице су подлегле задобијеним повредама. На мјесту гдје су убијене данас нема обиљежја овога злочина, а сам трг данас носи назив „Трг хероја“.

## Споменици
Наташа и Милица сахрањене су једна до друге на гробљу Миљевићи у Источном Новом Сарајеву. На Миличином споменику пише: "Посебно је вољела учити и живјети". На Наташином споменику пјесма: "Прерано си живот изгубила, својој мајци срце откинула, црној земљи младост поклонила, тек стасала младост једна, ко јабука недозрела, у вихору страшног рата, прерано је сагорјела".

## Однос према злочину
Вођа босанских муслимана Алија Изетбеговић је говорио за овај злочин, да нису убијене српске дјевојчице него грађанке Сарајева, те да ће се открити злочинац који је то починио. Сејо Пискић јесте формално једном приведен, али никада није одговарао, тачније оптужница није подигнута против њега.

## Реакција власти Републике Српске на злочин
Дјелујући по наредби предсједника Републике Српске, др Радована Караџића, генерал Ратко Младић, командант Главног штаба Војске Републике Српске наредио је Сарајевско-романијском корпусу ВРС затварање УН-ових плавих путева.